# مادالا
مادالا (به لاتین: Madalla) یک منطقهٔ مسکونی در نیجریه است.که نزدیک آبوجا پایتخت نیجریه قرار دارد. یک منطقه دولتی به‌شمار می‌رود که در شهر سولجا در ایالت نیجر واقع است. در سپتامبر ۲۰۱۱ پنج تاجر اهل ایگبو براثر فرقه‌گرایی با شلیک گلوله در مادالا کشته شدند. همچنین حملات دسامبر ۲۰۱۱ شمال نیجریه در این مکان صورت گرفت